# Junior Senior

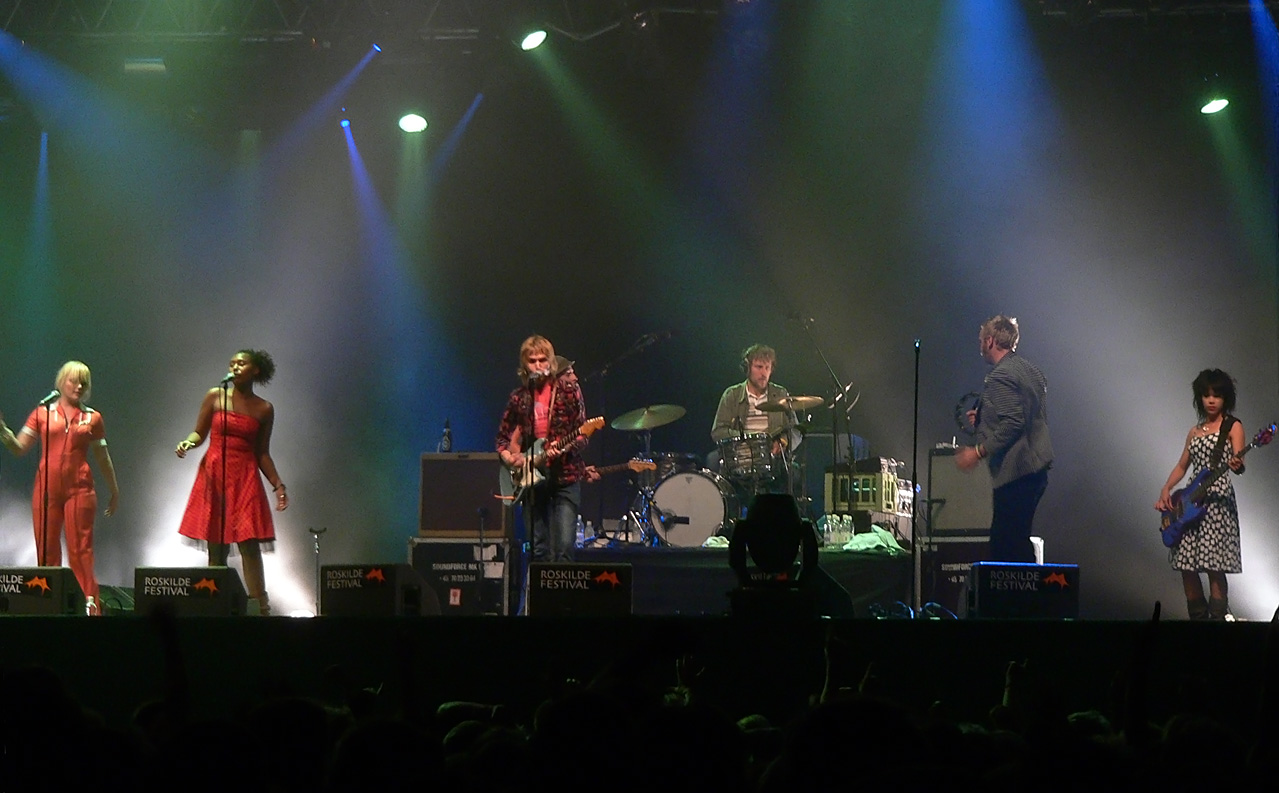
Junior Senior tijdens een optreden op het Roskilde Festival in 2005

Junior Senior was een pop- en danceduo uit Denemarken. Het duo bestond sinds de oprichting in 1998 uit Jesper "Junior" Mortensen (1979; zang, gitaar, basgitaar, keyboard) en Jeppe "Senior" Laursen (1975; zang, keyboard, programming). In 2008 ging het tweetal uit elkaar.
Junior Senior brak internationaal door in 2003 met de single Move Your Feet, dat een danshit werd. Het nummer werd een van de meest gedraaide nummers op de Deense radio, en steeg in de hitlijsten van 13 verschillende landen, waaronder de Verenigde Staten, Australië, Frankrijk en Groot-Brittannië. Op het Deense label Crauchy Frog kwam in datzelfde jaar hun debuutalbum D-D-D-Don't Stop the Beat uit. Hierna maakte het duo onder andere muziek in de films Looney Tunes: Back in Action en She's the Man. Ook stonden ze in 2003 op Pinkpop. In augustus 2005 kwam hun tweede album Hey Hey My My Yo Yo uit, waar onder andere zangeres Kate Pierson haar medewerking aan verleende.
In 2008 kondigde het duo op zijn MySpace aan te stoppen, omdat ze zich beide op andere projecten wilden richten. Jeppe Laursen ging verder onder de naam "Jeppe" en Jesper Mortensen ging verder in de band I Scream Ice Scream en Little Sisters.

## Discografie

### Albums
- D-D-Don't Stop the Beat (2003) nr. 29 VK
- Hey Hey My My Yo Yo (2005) nr. 2 JPN

### Ep's
- Rhythm Bandits (2003) nr. 22 VK, nr. 47 Australië
- Boy Meets Girl EP (2003)
- Say Hello, Wave Goodbye EP (2007)

### Singles
- "Move Your Feet" (2002) nr. 3 VK, nr. 20 Australië, nr. 41 VS
- "Shake Your Coconuts" (2003)
- "Itch U Can't Skratch" (2005)
- "Can I Get Get Get" (2006)

#### Hitnoteringen
| Single met hitnotering(en) in de Vlaamse Ultratop 50 | Datum van verschijnen | Datum van binnenkomst | Hoogste positie | Aantal weken | Opmerkingen |
| ---------------------------------------------------- | --------------------- | --------------------- | --------------- | ------------ | ----------- |
| Move Your Feet                                       | 2002                  | 28-06-2003            | Tip 3           |              |             |

| Single met eventuele hitnotering(en) in de Nederlandse Top 40 | Datum van verschijnen | Datum van binnenkomst | Hoogste positie | Aantal weken | Opmerkingen             |
| ------------------------------------------------------------- | --------------------- | --------------------- | --------------- | ------------ | ----------------------- |
| Move Your Feet                                                | 2002                  | 05-10-2002            | 7               | 14           | Dancesmash op Radio 538 |
| Rhythm Bandits                                                | 2003                  |                       | tip17           |              |                         |

## Trivia
- De band The B-52's verklaarde dat ze door de muziek van Junior Senior weer de studio in gingen.[2]
- Als een van de meest memorabele momenten uit hun carrière noemt het duo het voorval dat ze in New York Nile Rodgers van Chic tegenkwamen, die een van hun nummers zong.[2]